# 一塩化アルミニウム
一塩化アルミニウム(Aluminium monochloride)は、化学式AlClのハロゲン化金属である。この化合物は、アルミニウム含量の多い合金からアルミニウムを精練する過程で精算される。合金を1,300℃以上に加熱した反応槽に入れ、塩化アルミニウムを混合すると、一塩化アルミニウムのガスが生産される。
{\displaystyle {\ce {2[Al]_{\mathit {(alloy)}}\ +AlCl_{3{\mathit {(gas)}}}->3AlCl_{\mathit {(gas)}}}}}
これを900℃に冷やすと、融解アルミニウムと塩化アルミニウムに不均化する。
この分子は、星間物質からも検出されている。ここでは、あまりに希薄なため、分子間衝突は重要ではない。